# Oborovo Bistransko
Oborovo Bistransko is een plaats in de gemeente Bistra in de Kroatische provincie Zagreb. De plaats telt 938 inwoners (2001).